# Gad Etna Catania
L'U.S. Gad Etna Catania è stata una società italiana di pallacanestro maschile con sede a Catania.
È stata attiva per 37 anni, arrivando a disputare due campionati di Serie B regionale nel 1963-1964 e nel 1964-1965 e uno di Serie B nel 1972-1973.
Rifondata negli anni novanta come associazione sportiva, è stata attiva prevalentemente nelle serie regionali; le era legata la Pallacanestro Catania, che ha disputato due stagioni in Serie B Dilettanti.

## Storia

### L'US Gad Etna
La società originaria, l'Unione Sportiva GAD Etna, nella stagione 1972-73 arrivò a disputare la Serie B.

### L'AS Gad Etna
L'Associazione Sportiva Gad Etna ha disputato la Serie C regionale dal 2007-'08 al 2010-'11.

### La Pallacanestro Catania
Nell'estate 2008 la dirigenza dell'AS Gad Etna ha acquistato il titolo sportivo dell'Ares Palermo, con cui ha disputato per due stagioni la Serie B Dilettanti con la denominazione di Pallacanestro Catania S.S. Dil. S.r.l.. La conquista del terzo posto nella stagione regolare e l'uscita al primo turno dei play-off nel 2008-'09 e il sesto posto del 2009-'10, culminato nell'eliminazione al secondo turno del post-season, hanno rappresentato il miglior risultato conseguito da una squadra catanese nell'ultimo trentennio. Nell'estate 2010, il presidente Condorelli e il direttore sportivo Distefano hanno tentato invano di salvare il titolo di quarta serie, ma a causa del budget limitato hanno dovuto ritirarsi e ripartire dal Gad Etna.

## Cronistoria
| Cronistoria del Gad Etna Catania |
| --- |
| - 1944 · fondazione della sezione catanese del Centro Sportivo Italiano. - 1945-1946 · 2º nel campionato provinciale. - 1950-1951 · nel Torneo d'Apertura. - 1951-1952 · 2° in Prima Divisione. - 1952-1953 · 1º in Prima Divisione, promosso in Serie C. - 1953-1954 · 8º in Serie C, retrocesso Prima Divisione. - 1954-1955 · in Prima Divisione. - 1955-1956 · 2° in Promozione, promosso in Serie C. - 1956-1957 · 6° in Serie C, si ritira dopo la retrocessione in Promozione. - 1957 · fondazione dell'Unione Sportiva Gad Etna Catania. - 1957-1958 · in Prima Divisione. - 1958-1959 · 6° in Promozione. - 1959-1960 · - 1960-1961 · - 1961-1962 · - 1962-1963 · - 1963-1964 · 7° in Serie B. - 1964-1965 · 1° in Serie B, ammesso nella nuova Serie C. - 1965-1966 · 3° in Serie C. - 1966-1967 · 4° in Serie C. - 1967-1968 · 11° in Serie C. - 1968-1969 · 6° in Serie C. - 1969-1970 · 8° in Serie C. - 1970-1971 · 4° in Serie C. - 1971-1972 · 2° in Serie C, promosso in Serie B. - 1972-1973 · Dais, 13° in Serie B, si ritira. - 1973-1974 · in Serie D. - 1974-1975 · 4° in Serie D. - 1975-1976 · 3° in Serie D. - 1976-1977 · 2° in Serie D, promosso in Serie C. - 1977-1978 · Jägermeister 3° in Serie C. - 1978-1979 · Jägermeister 2° in Serie C. - 1979-1980 · Jägermeister 4° in Serie C1. - 1980-1981 · Jägermeister 1° in Serie C1. - 1981-1982 · Jägermeister 4° in Serie C1. - 1982-1983 · 13° in Serie C1. - 1983-1984 · 15º in Serie C1, retrocesso in Serie C2. - 1984-1985 · 13° in Serie C2, retrocesso in Serie D. - 1985-1986 · 4° in Serie D. - 1986-1987 · 2° in Serie D, promosso in Serie C. - 1987-1988 · 6° in Serie C. - 1988-1989 · 4° in Serie C. - 1989-1990 · 8° in Serie C. - 1990-1991 · 14° in Serie C, retrocesso in Serie D. - 1991-1992 · in Serie D, promosso in Serie C. - 1992-1993 · in Serie C. - 1993-1994 · 2° in Serie C, si ritira. - 1998 · fondazione dell'Associazione Sportiva Dilettantistica Gad Etna. - 1998-1999 · in Promozione, promosso in Serie D. - 1999-2000 · in Serie D. - 2000-2001 · - 2001-2002 · in Serie D. - 2002-2003 · - 2003-2004 · in Serie D. - 2004-2005 · 8° in Serie D. - 2005-2006 · 2° in Serie D. - 2006-2007 · 1° in Serie D, promosso in Serie C2. - 2007-2008 · 8° in Serie C2. - 2008-2009 · La dirigenza rileva il titolo della Pallacanestro Ares Palermo e fonda la Pallacanestro Catania, 3ª in Serie B Dilettanti; Gad Etna, 12° in Serie C2. - 2009-2010 · Pallacanestro, 6ª in Serie B Dilettanti, si ritira; Gad Etna, 9° in Serie C2. - 2010-2011 · Gad Etna, 1° in Serie C2, si ritira. |